# آلماسل
آلماسل (به اسپانیایی: Almacellas) یک منطقهٔ مسکونی در اسپانیا است که در سگریا واقع شده‌است. آلماسل ۴۹٫۰ کیلومتر مربع مساحت دارد ۲۴۷ متر بالاتر از سطح دریا واقع شده‌است.